# Quách Nguyên Cường
Quách Nguyên Cường (tiếng Trung giản thể: 郭元强, bính âm Hán ngữ: Guō Yuánqiáng, sinh tháng 7 năm 1965, người Hán) là chuyên gia hóa học, chính trị gia nước Cộng hòa Nhân dân Trung Hoa. Ông là Ủy viên dự khuyết Ủy ban Trung ương Đảng Cộng sản Trung Quốc khóa XX, hiện là Thường vụ Tỉnh ủy Hồ Bắc, Bí thư Thành ủy Vũ Hán. Ông từng giữ các chức vụ cấp cao của Giang Tô như Thường vụ Tỉnh ủy, Bộ trưởng Bộ Tổ chức Tỉnh ủy, Tổng thư ký Tỉnh ủy, và Phó Tỉnh trưởng Giang Tô.
Quách Nguyên Cường là đảng viên Đảng Cộng sản Trung Quốc, học vị Tiến sĩ Kỹ thuật, chức danh Nghiên cứu viên Hóa học. Ông là chuyên gia khoa học về hóa học và khoa học vật liệu, có 25 năm công tác ở Quảng Đông trước khi được điều tới Giang Tô, Hồ Bắc.

## Xuất thân và giáo dục
Quách Nguyên Cường sinh vào tháng 7 năm 1965 tại huyện Quang Sơn, nay thuộc địa cấp thị Tín Dương, tỉnh Hà Nam, Cộng hòa Nhân dân Trung Hoa. Ông lớn lên và tốt nghiệp cao trung ở Quang Sơn, thi cao khảo vào năm 1984 và đỗ Đại học Sư phạm Hoa Trung, tới thủ phủ Vũ Hán nhập học hệ hóa học vào tháng 9 cùng năm, tốt nghiệp cử nhân chuyên ngành ngày vào tháng 7 năm 1988. Vào tháng 8 năm 1990, ông tham gia chương trình nghiên cứu sinh toàn thời gian về vật lý và hóa học đại phân tử ở Sở nghiên cứu Hóa học Quảng Châu của Viện Khoa học Trung Quốc, nhận bằng thạc sĩ vào tháng 7 năm 1993. Rồi từ tháng 8 năm 1999, ông tiếp tục là nghiên cứu sinh tại chức sau đại học về khoa học vật liệu ở Trường Kỹ thuật và Khoa học vật liệu của Đại học Công nghệ Hoa Nam, trở thành Tiến sĩ Kỹ thuật vào tháng 6 năm 2002. Quách Nguyên Cường được kết nạp Đảng Cộng sản Trung Quốc vào tháng 6 năm 1986 khi là sinh viên năm 2 của trường Hoa Trung.

## Sự nghiệp

### Quảng Đông và thời kỳ đầu
Tháng 7 năm 1988, sau khi tốt nghiệp Hoa Trung, Quách Nguyên Cường được phân vào Học viện Nông Quảng Tây, nay là Đại học Quảng Tây làm trợ giảng của Phòng Nghiên cứu và Giáo dục hóa học của bộ phận cơ sở của trường. Ông làm việc ở đây 2 năm, đi học thạc sĩ thêm 3 năm cho đến tháng 7 năm 1993 thì điều tới Quảng Đông, là công trình sư hạng mục của Công ty Thương mại Xuất nhập khẩu hóa chất công nghiệp, một xí nghiệp nhà nước ở địa phương. Sau đó 3 năm, đến tháng 10 năm 1996, ông vào công tác ở Sở nghiên cứu Hóa học Quảng Châu của Viện Khoa học Trung Quốc, nghiên cứu và thí nghiệm về khai phóng cellulose; dự trữ năng lượng thay đổi pha polymer tổng hợp, vật liệu kiểm soát nhiệt độ, liên tục giai đoạn 1996–2003, lần lượt là Trợ lý Nghiên cứu viên, Phó Nghiên cứu viên rồi được phong chức danh Nghiên cứu viên.
Tháng 1 năm 2001, Quách Nguyên Cường được điều lên Thâm Quyến làm Trợ lý Cục trưởng Cục Khoa học Kỹ thuật, song song với đó là công tác ở sở hóa học Quảng Châu, cho đến tháng 8 năm 2003 thì hoàn toàn rời đơn vị khoa học để tới Chính phủ Nhân dân tỉnh Quảng Đông, được bổ nhiệm làm Phó Cục trưởng Cục Giám sát chất lượng. Đến tháng 7 năm 2008, ông được điều về địa cấp thị Mậu Danh, vào Ủy ban Thường vụ Quận ủy, là Phó Thị trưởng Mậu Danh, kiêm nhiệm vị trí lãnh đạo một thành phố cấp huyện của Mậu Danh là Cao Châu với với chức vụ Bí thư Thị ủy, Chủ nhiệm Ủy ban Thường vụ Nhân đại Cao Châu. Sau 4 năm ở đây, ông được điều trở lại Chính phủ Quảng Đông làm Bí thư Đảng tổ, Sảnh trưởng Sảnh Kinh tế thương mại quốc tế, chuyển chức làm Sảnh trưởng Sảnh Thương mại khi cơ quan này được đổi tên vào tháng 12 năm 2013. Đến tháng 3 năm 2016, ông được điều về địa cấp thị Chu Hải để phụ trách địa phương này với chức vụ Bí thư Thị ủy, Chủ nhiệm Ủy ban Thường vụ Nhân đại Chu Hải.

### Giang Tô, Hồ Bắc
Tháng 1 năm 2018, sau 25 năm ở Quảng Đông, Quách Nguyên Cường được điều tới Giang Tô, nhậm chức Phó Tỉnh trưởng, Thành viên Đảng tổ Chính phủ Nhân dân tỉnh Giang Tô. Tới tháng 10 năm 2019, ông được bầu vào Ủy ban Thường vụ Tỉnh ủy, phân công làm Tổng thư ký Tỉnh ủy Giang Tô, kiêm Bí thư Ủy ban Công tác cơ quan trực thuộc Tỉnh ủy. Sau đó, vào đầu năm 2021, ông được chuyển vị trí làm Bộ trưởng Bộ Tổ chức Tỉnh ủy, kiêm Hiệu trưởng Trường Đảng Tỉnh ủy, Viện trường Học viện Hành chính Giang Tô. Vào ngày 29 tháng 9 năm 2021, ông được điều sang Hồ Bắc, là Ủy viên Ủy ban Thường vụ Tỉnh ủy Hồ Bắc, phân về thủ phủ Vũ Hán làm Bí thư Thành ủy, Bí thư thứ Nhất Đảng ủy Khu Cảnh bị Vũ Hán. Cuối năm 2022, ông là đại biểu của đoàn Hồ Bắc dự Đại hội Đảng Cộng sản Trung Quốc lần thứ XX. Trong quá trình bầu cử tại đại hội, ông được bầu là Ủy viên dự khuyết Ủy ban Trung ương Đảng Cộng sản Trung Quốc khóa XX.